# Jamniki
Jamniki – wieś w Polsce położona w województwie lubelskim, w powiecie włodawskim, w gminie Urszulin.
W latach 1975–1998 miejscowość administracyjnie należała do województwa chełmskiego.
Wieś stanowi sołectwo gminy Urszulin. Według Narodowego Spisu Powszechnego z roku 2011 wieś liczyła 63 mieszkańców.
Wieś położona jest przy granicy Poleskiego Parku Narodowego, w jego otulinie, na terenie Poleskiego Parku Krajobrazowego. W Jamnikach ma swoje zakończenie ścieżka przyrodnicza „Dąb Dominik” prowadząca do jeziora Moszne.
Wierni Kościoła rzymskokatolickiego należą do parafii św. Izydora w Woli Wereszczyńskiej.

## Galeria

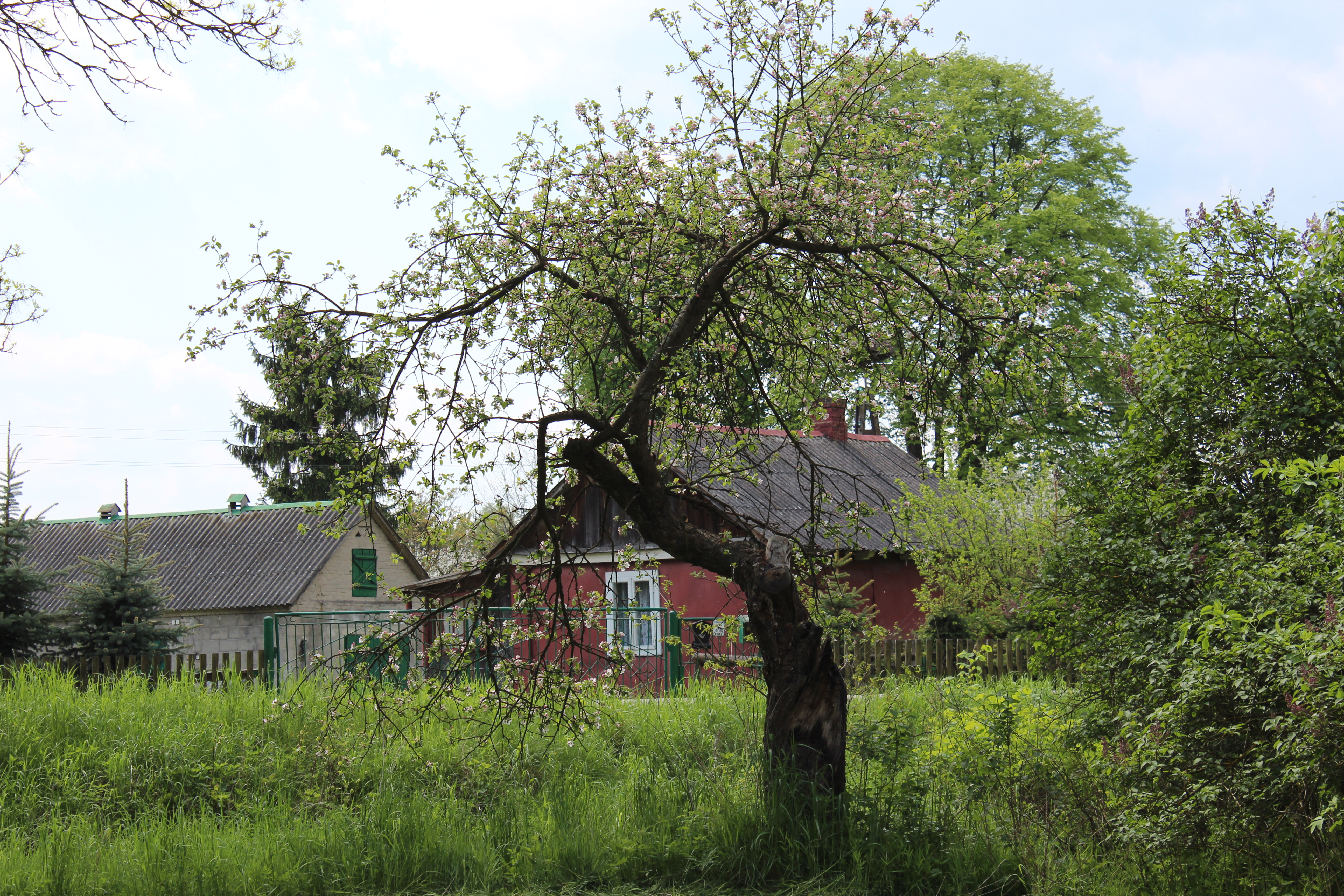
Zabudowa wsi
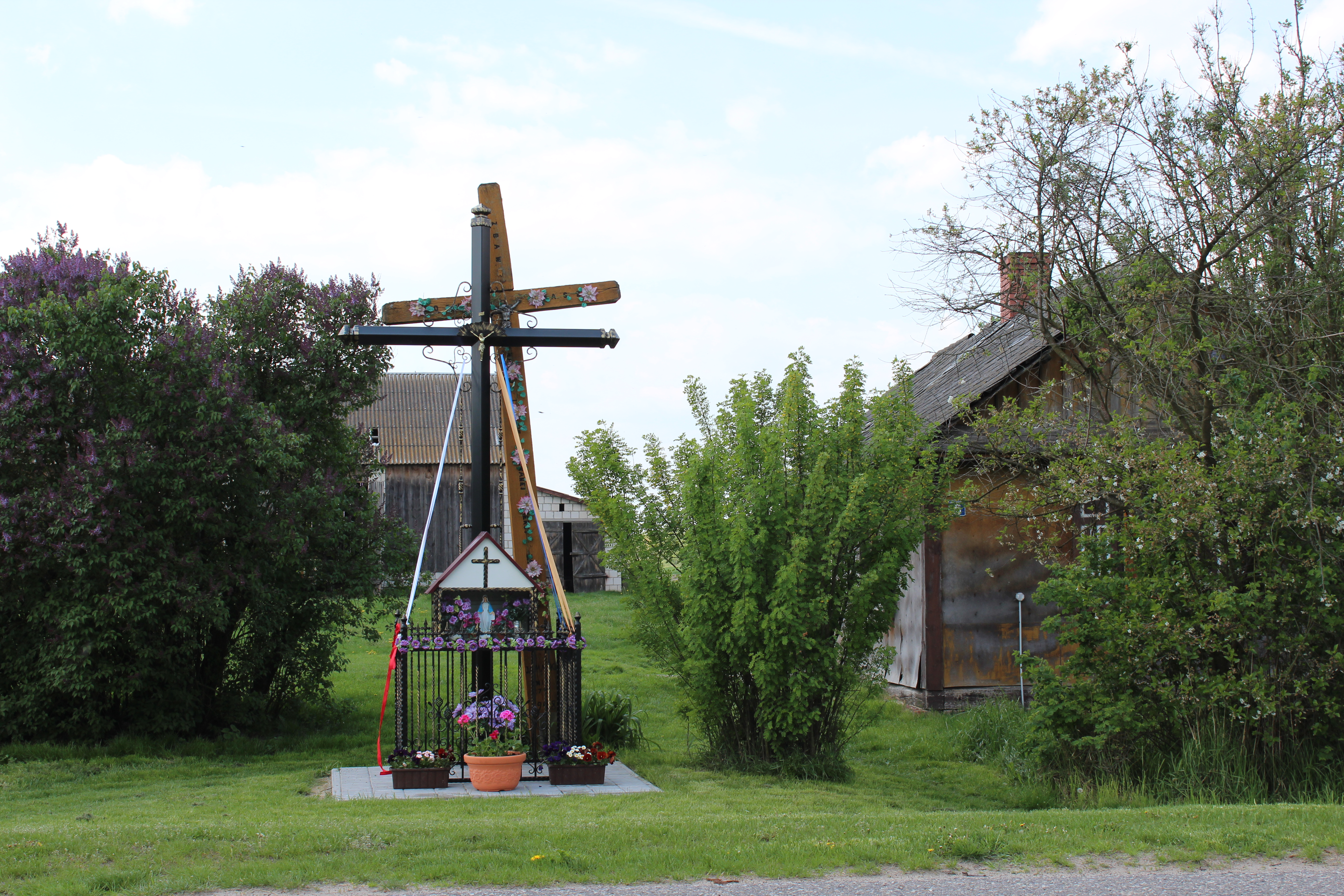
Przydrożne krzyże